# Gældsstyrelsen
Gældsstyrelsen er en dansk styrelse, der er en del af Skatteforvaltningen under Skatteministeriet. Gældsstyrelsens kerneopgave er at sikre, at så mange som muligt betaler deres gæld til det offentlige, og at ny gæld forebygges.
Gældsstyrelsens motto er "Vi hjælper Danmark ud af gæld – vi er statens inkasso".
Direktøren for Gældsstyrelsen er David Fjord Nielsen.
Styrelsen blev oprettet, da det daværende SKAT på grund af en række problemer med fx gældsinddrivelse og svindel med udbytteskat blev nedlagt og opsplittet i 7 styrelser.